# 유니온프레스
유니온프레스(UNIONPRESS)는 대한민국의 문화예술 전문 인터넷신문이다. 1995년 《연합공보》로 창간했으며 2007년부터 《유니온프레스》로 제호를 변경하고 문화전문 인터넷 매체로 전환했다. 2014년 5월 발행법인인 (주)파라다이스티앤엘의 경영악화로 폐간됐다.